# Кала Синцијас (Каљари)
Кала Синцијас је насеље у Италији у округу Каљари, региону Сардинија.
Према процени из 2011. у насељу је живело 4 становника. Насеље се налази на надморској висини од 33 м.